# Krasnokamensk

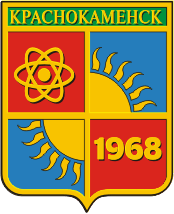
Krasnokamensks vapen.

Krasnokamensk (ryska: Краснокаменск) är en stad i Zabajkalskij kraj i Ryssland med 53 795 invånare i början av 2015. Den ligger öster om Bajkalsjön vid gränsen till Kina och Mongoliet. Staden grundades 1968 när en stor förekomst av uran upptäcktes i närheten. Urangruvan där är i dag den största i Sibirien. Under Sovjettiden var Krasnokamensk en så kallad stängd stad, och fanns inte utmärkt på kartor.
Krasnokamensk blev internationellt känd när Michail Chodorkovskij sattes i fängelse där i oktober 2005 som straff för skattefusk och bedrägeri.